# Nurlan Mendygaliyev
Nurlan Zhaybergenovich Mendygaliyev (né le 5 avril 1961 à Alma-Ata) est un joueur de water-polo soviétique (kazakh), médaillé de bronze olympique en 1988.
- Olympedia